# Bomolocha decorata
Bomolocha decorata är en fjärilsart som beskrevs av Smith 1884. Bomolocha decorata ingår i släktet Bomolocha och familjen nattflyn. Inga underarter finns listade i Catalogue of Life.